# Leonardo Espinoza Solís
Leonardo Andrés Espinoza Solís (Recoleta, Santiago, Chile, 1 de octubre de 1992) es un futbolista chileno. Juega como delantero.

## Trayectoria
Surgido de las divisiones inferiores de Santiago Morning, debutó en el primer equipo del elenco microbusero el año 2009, cuando el técnico Juan Antonio Pizzi le dio la oportunidad de jugar, también fue preseleccionado por César Vaccia para el sudamericano Sub-20 a disputarse en Perú, disputando algunos amistosos previos, finalmente no quedó en la nómina definitiva.
En el año 2015 y tras 6 años de estar jugando en el elenco bohemio, parte a préstamo a Deportes Ovalle, volviendo a principios de 2016 a Santiago Morning, donde juega hasta mediados de 2017. En 2017 se va a Deportes Iquique y queda hasta el 2018. En 2019 se va a Deportes Temuco, en 2020 se va a Rangers de Talca y en 2021 arriba a Deportes Santa Cruz, todos de la Primera B de Chile.

## Clubes
| Club                       | País  | Año       |
| -------------------------- | ----- | --------- |
| Santiago Morning           | Chile | 2009-2017 |
| → Deportes Ovalle (cedido) | Chile | 2015      |
| Deportes Iquique           | Chile | 2017-2018 |
| Deportes Temuco            | Chile | 2019      |
| Rangers                    | Chile | 2020      |
| Deportes Santa Cruz        | Chile | 2021-2022 |